# Дарниця (станція метро)
50°27′20″ пн. ш. 30°36′47″ сх. д. / 50.45556° пн. ш. 30.61306° сх. д.
«Да́рниця» — 10-та станція Київського метрополітену. Розташована на Святошинсько-Броварській лінії між станціями «Лівобережна» і «Чернігівська». Відкрита 5 листопада 1965 року.

## Конструкція
Конструкція станції — наземна станція відкритого типу з острівною платформою.
Колійний розвиток:
- 3-стрілочний оборотний тупик з боку станції «Чернігівська»;
- 3-стрілочний оборотний тупик з боку станції «Лівобережна», що переходить в одноколійну ССГ з електродепо «Дарниця»;
- До I колії з півдня примикає одноколійна ССГ з електродепо «Дарниця», яка закінчується запобіжним тупиком.

Посадкова платформа прикрита навісом, що спирається на колони, які розташовані вздовж центральної осі платформи. Станція має два виходи: зі східного боку станції — через підземний вестибюль, суміщений з підземним переходом до Броварського шосе та вулиці Гетьмана Павла Полуботка, та другий, з західного боку, побудований після реконструкції станції й відкритий 27 листопада 2006 року — через надземний вестибюль до вулиці Гетьмана Павла Полуботка. Другий вестибюль обладнаний одномаршевими двострічковими ескалаторами, які працюють на підйом з вулиці, та сходами на платформу.

## Опис
За конструкцією та опоряджувальними матеріалами «Дарниця» аналогічна станціям «Гідропарк» і «Лівобережна», збудована з елементів збірного залізобетону.
Розташована на перехресті Броварського проспекту та вулиці Будівельників. Поруч знаходяться торговельний центр «Дитячий світ» та заклад швидкого харчування «Макдональдс».

## Пасажиропотік
| Рік                           | 2009 | 2011 | 2012 | 2013 | 2014 | 2015 | 2016 | 2017 | 2018 |
| ----------------------------- | ---- | ---- | ---- | ---- | ---- | ---- | ---- | ---- | ---- |
| Пасажиропотік, тис. осіб/добу | 49,8 | 51,8 | 51,2 | 51,4 | 47,5 | 45,2 | 45,0 | 47,4 | 45,4 |

## Галерея

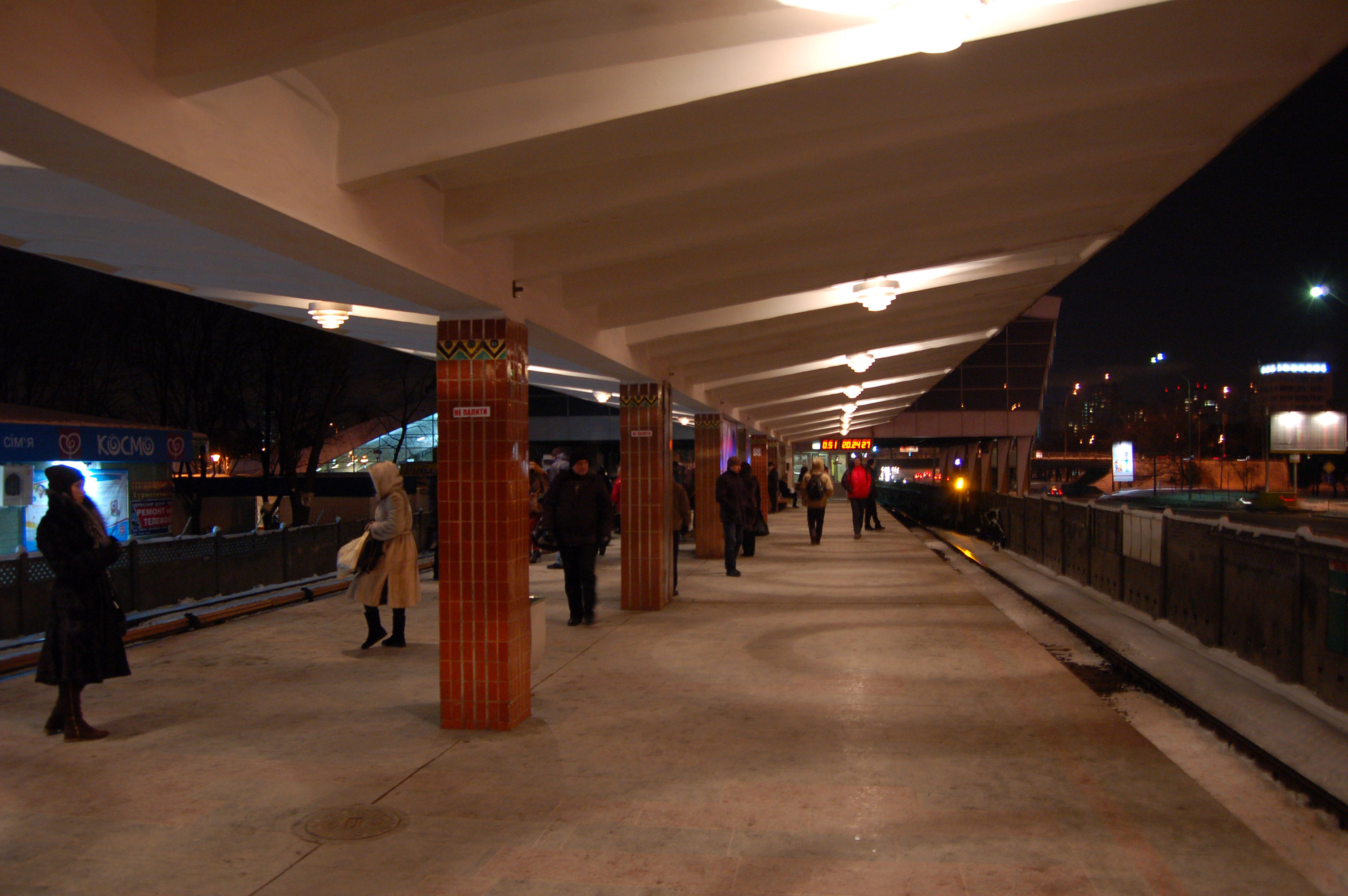
Платформа станції
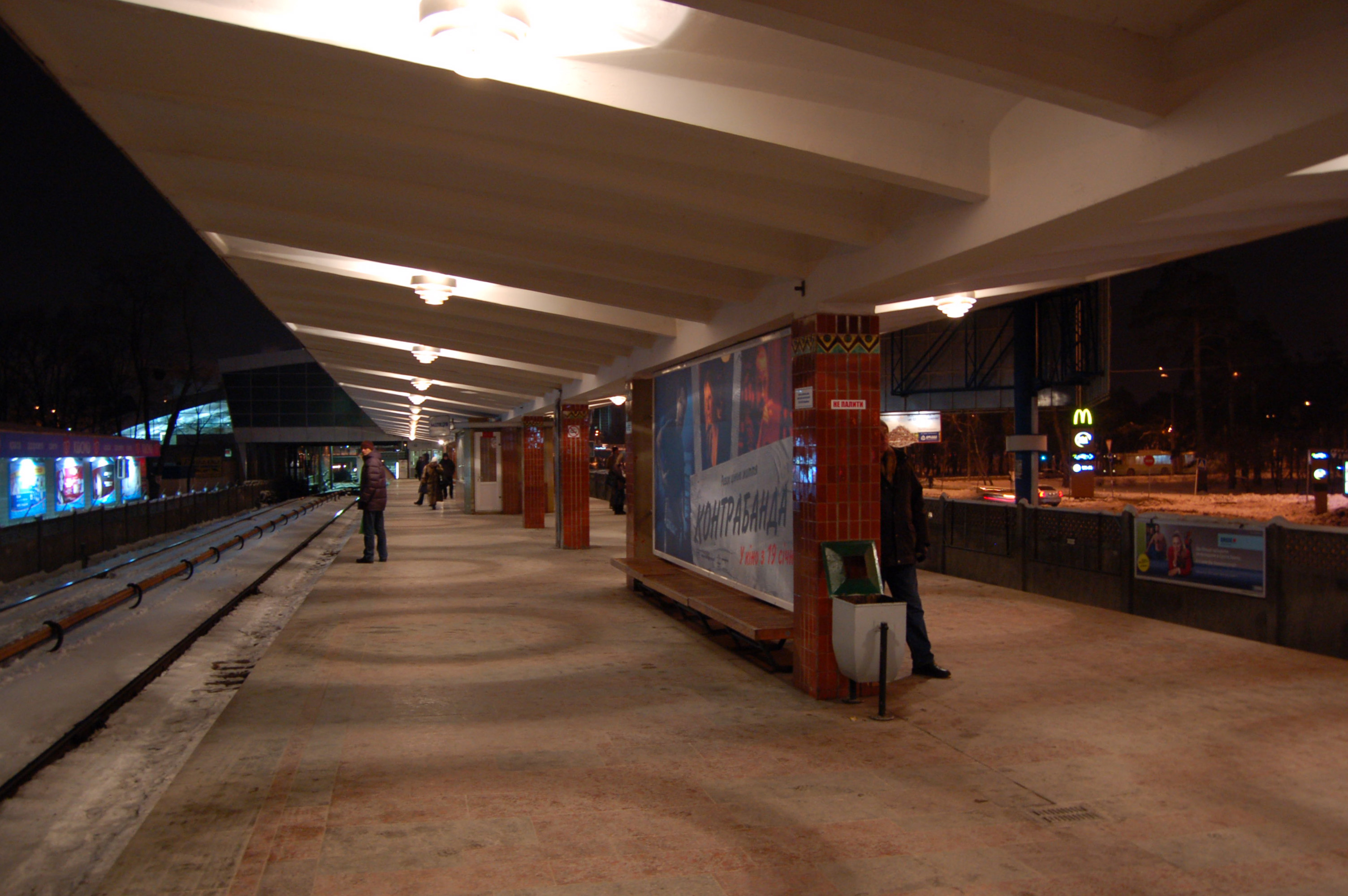
Платформа станції
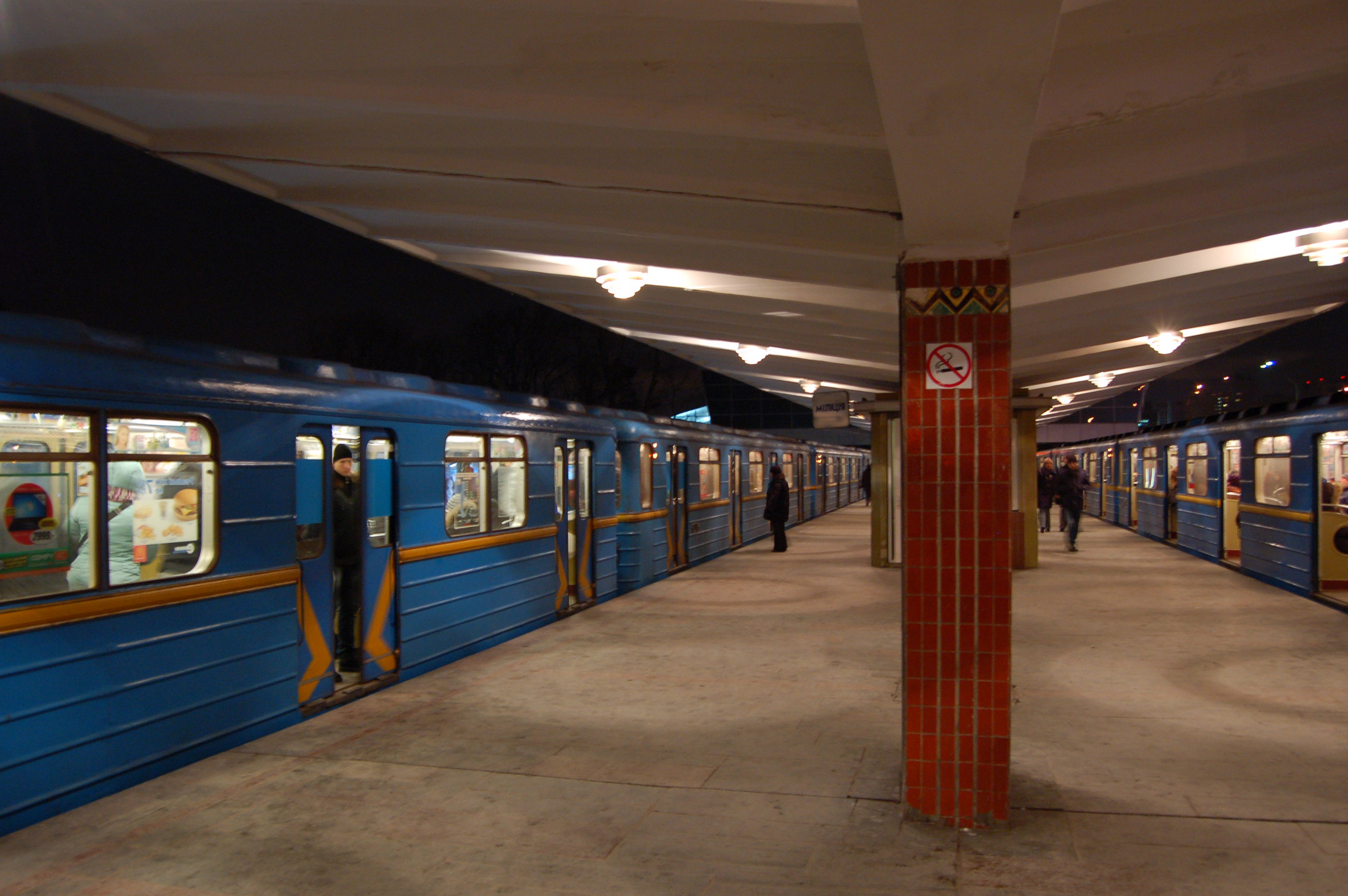
Платформа станції
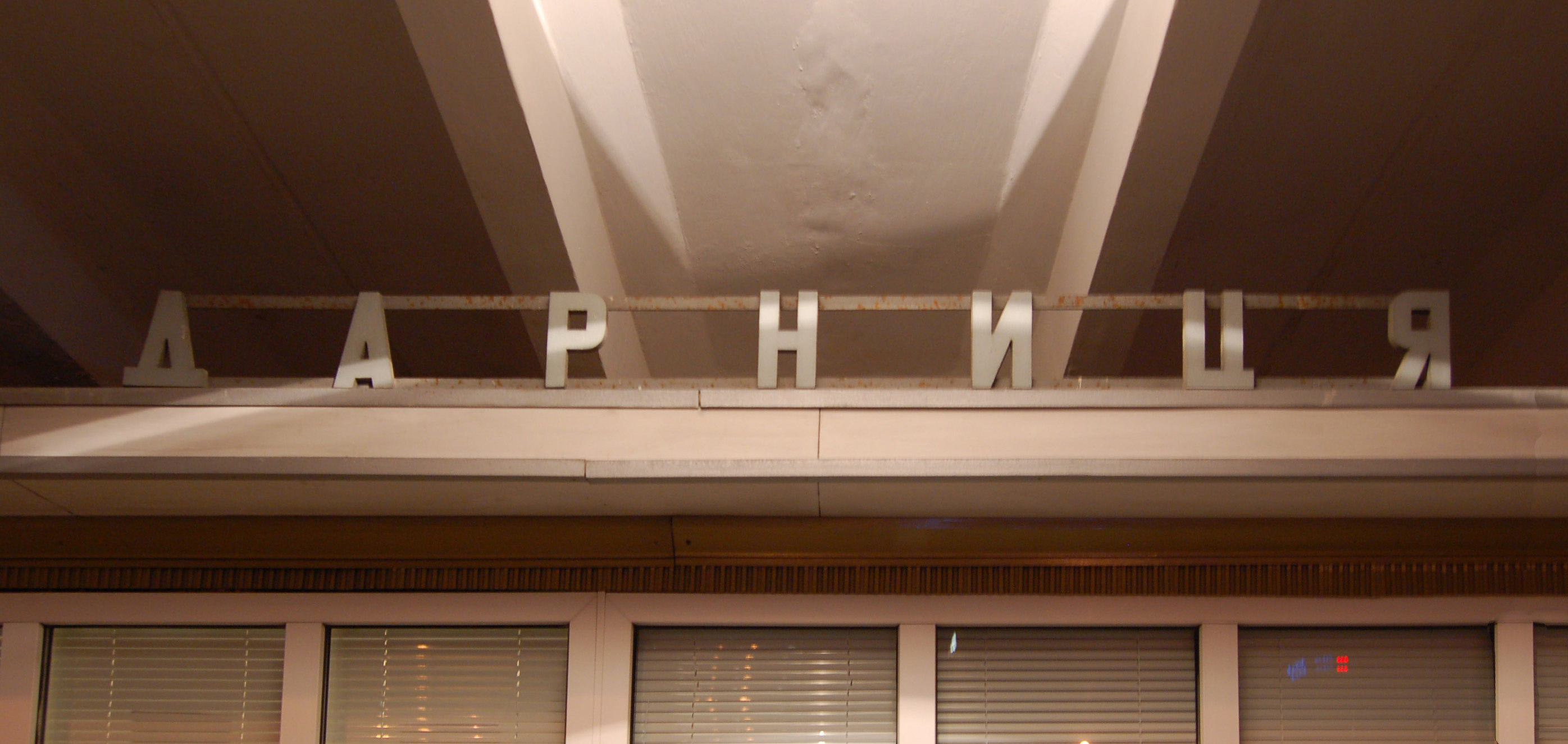
Назва станції на даху службового приміщення
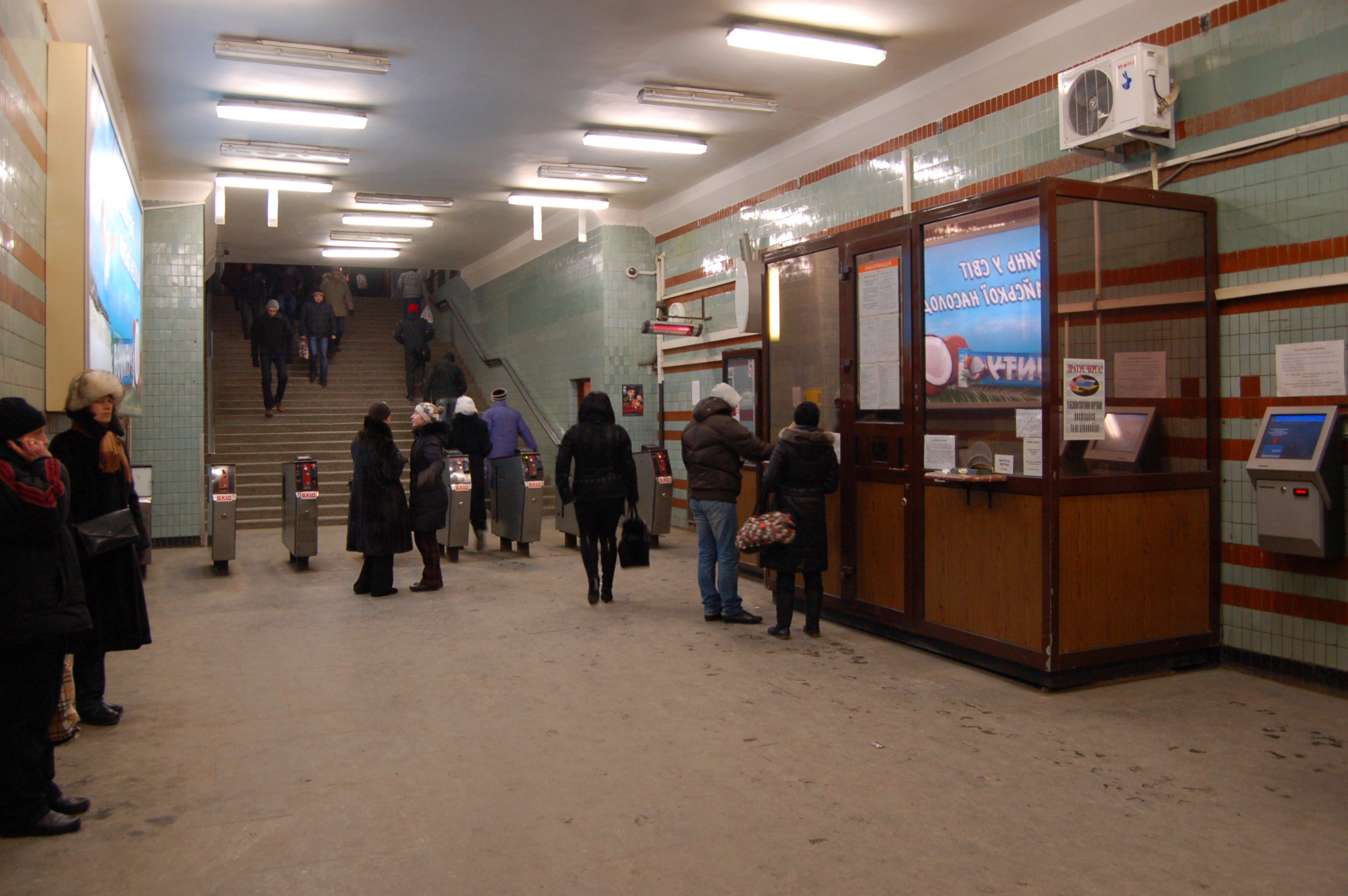
Підземний вестибюль
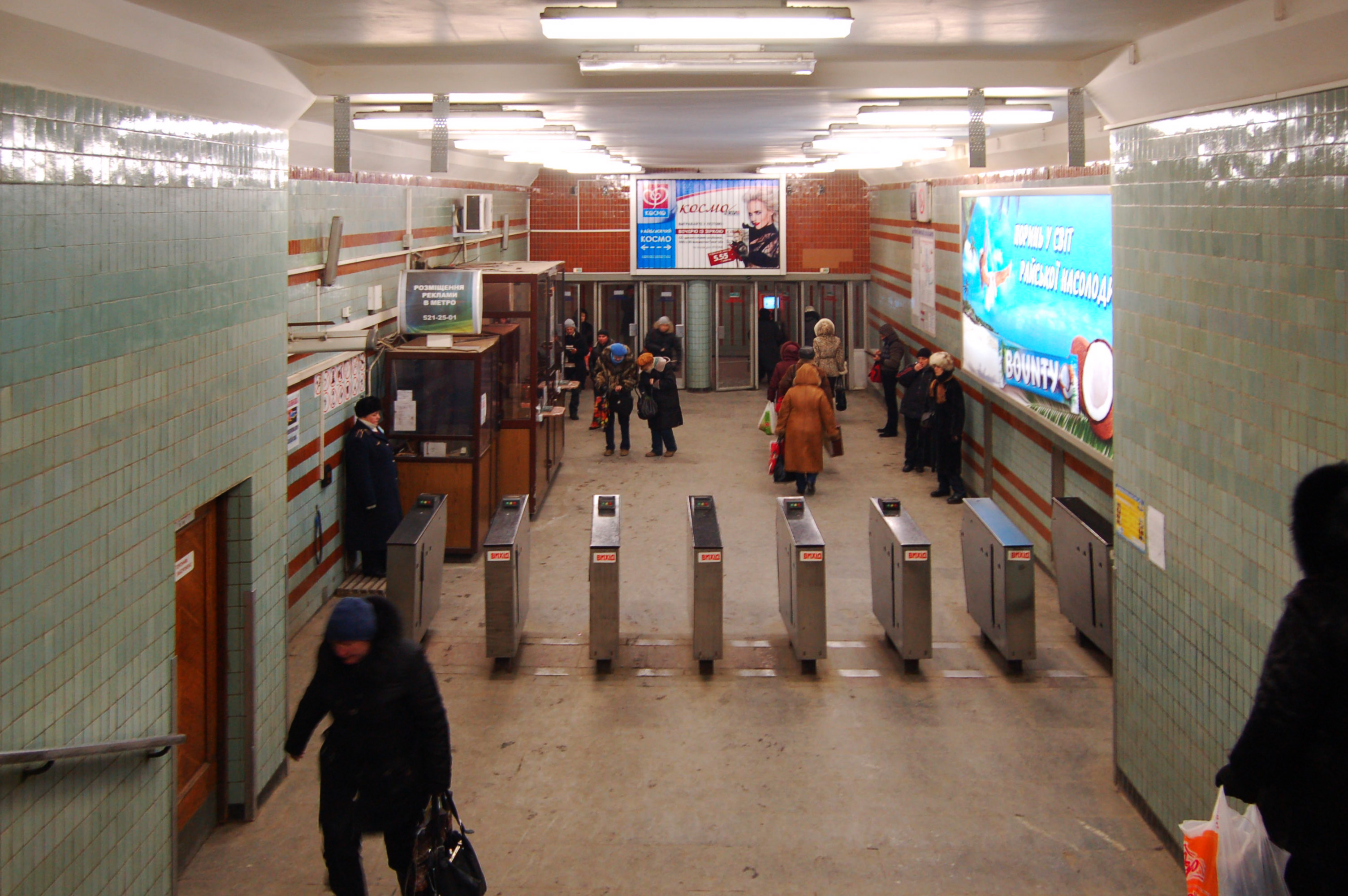
Підземний вестибюль
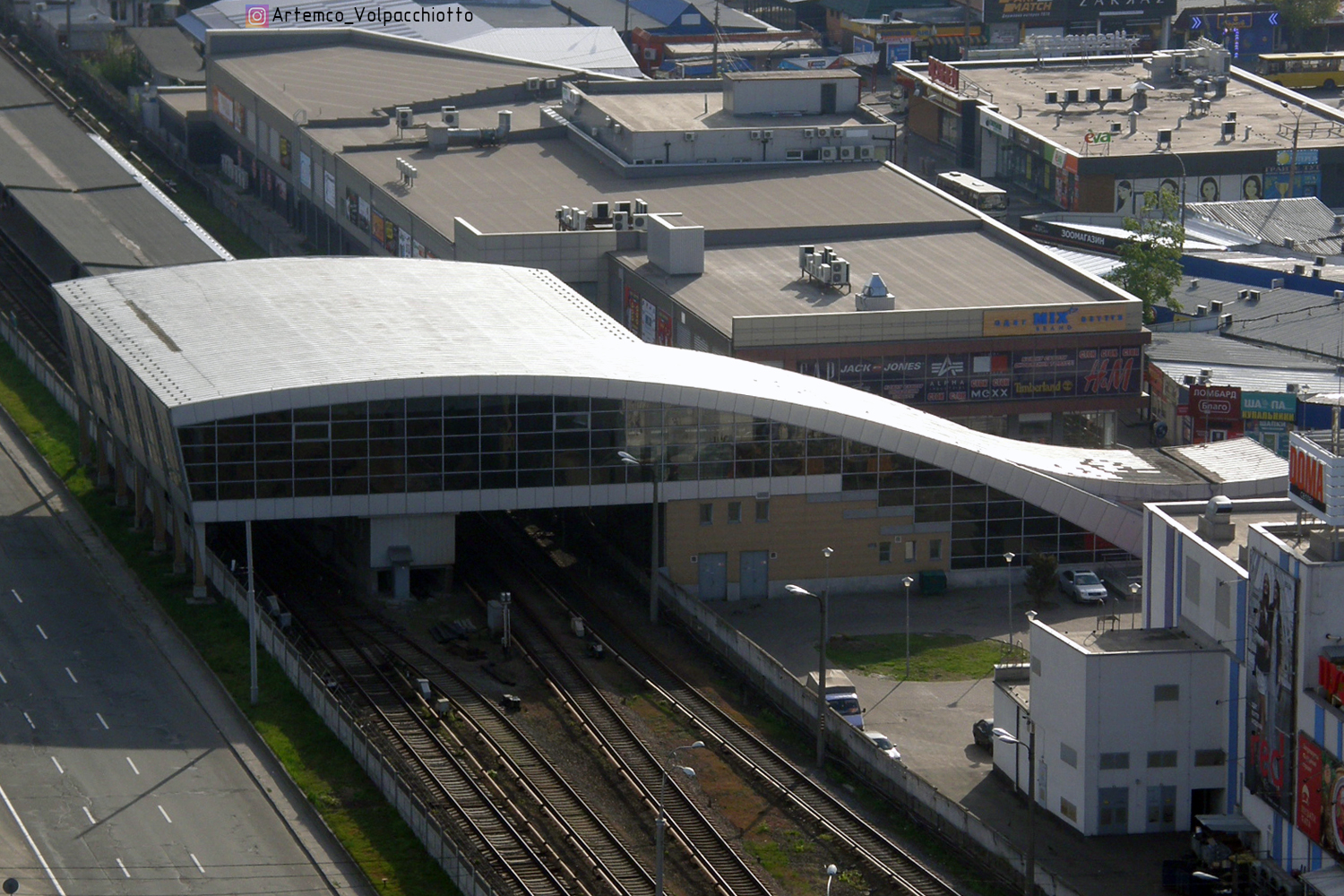
Надземний вестибюль, відкритий 26 листопада 2006
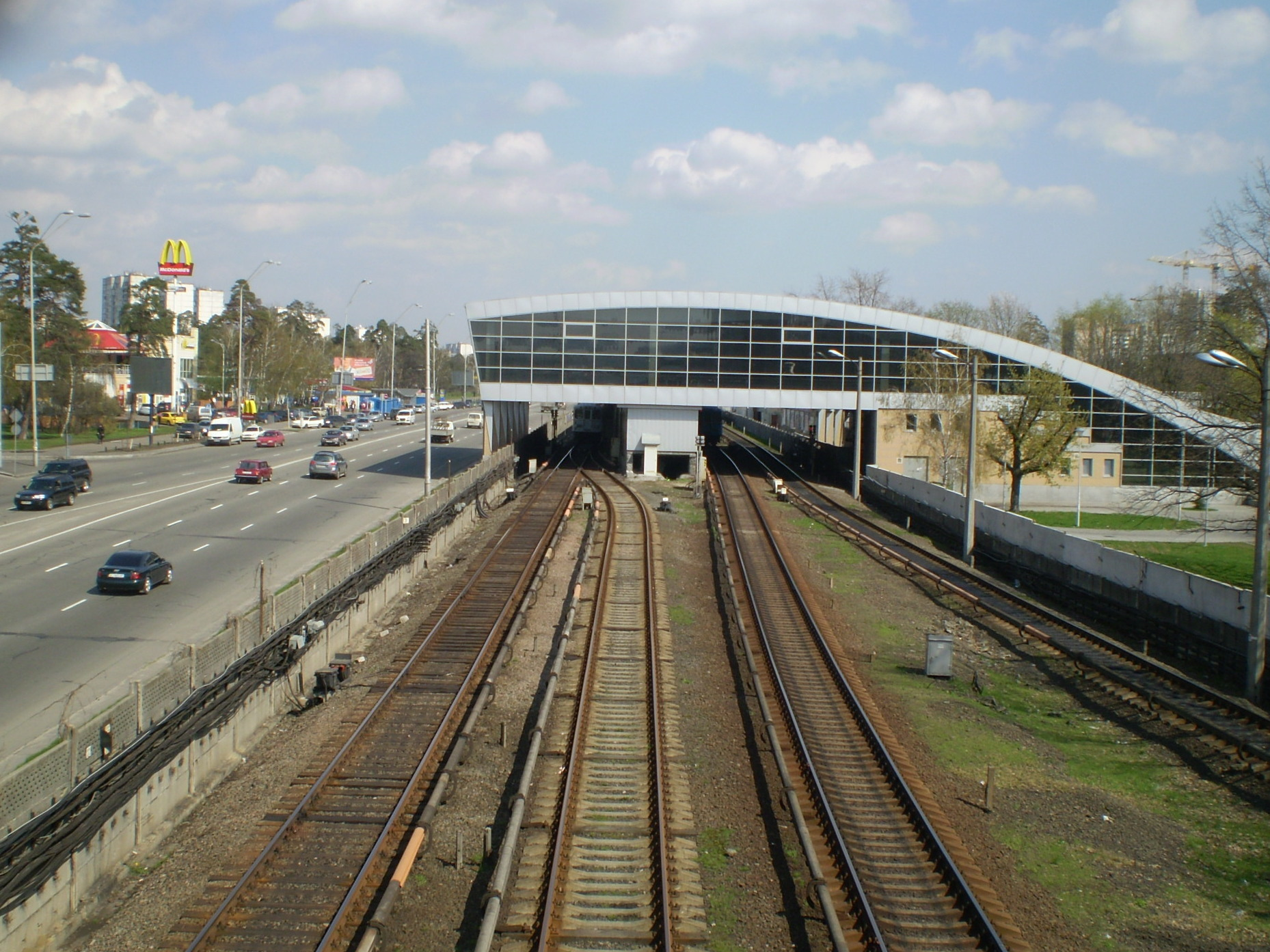
Надземний вестибюль, відкритий 26 листопада 2006

## Режим роботи
Відправлення першого поїзду в напрямі:
- ст. «Лісова» — 05:57
- ст. «Академмістечко» — 05:39

Відправлення останнього поїзду в напрямі:
- ст. «Лісова» — 23:30
- ст. «Академмістечко» — 23:20

Розклад відправлення поїздів у вечірній час (після 22:00) в напрямку:
- ст. «Лісова» — 23:06, 23:18, 23:30
- ст. «Академмістечко» — 22:31, 22:43, 22:55, 23:05, 23:16